# スロバキア共産党
スロバキア共産党（スロバキアきょうさんとう、スロバキア語:KSS、Komunistická strana Slovenska）は、スロバキアのマルクス・レーニン主義（共産主義）を掲げる政党である。チェコスロバキア共産党スロバキア支部を源流とする。

## 概要
ナチス・ドイツによる1939年の第一次チェコスロバキア共和国解体時に非合法化されたチェコスロバキア共産党（KSČ）のスロバキア支部が独立し、戦争末期のスロバキア民衆蜂起を実行。戦後はチェコスロバキア共産党の支部組織として1990年まで存続。のち同名の政党が1992年に発足した。
1939年3月14日のチェコスロバキア解体とチェコスロバキア共産党の非合法化の事態を受け、チェコスロバキア共産党のスロバキア支部が党本部から独立して発足した。大戦末期の1944年8月には、ソ連軍の接近に呼応してチェコスロバキア亡命政権首班のエドヴァルド・ベネシュらと協力してスロバキア民衆蜂起を実行した。
戦後チェコスロバキア共和国が復活した当初もしばらく独立政党の状態を保ったが、1948年9月29日にチェコスロバキア共産党に再合流し、スロバキア地域の共産党支部組織として存続した。機関紙は「プラウダ」（Pravda）で、歴代の第一書記にはアレクサンデル・ドゥプチェク （1963-1968）、ヴァジル・ビリャーク（1968）、ヨーゼフ・レナールト（1970-1988）などがいる。
戦後、チェコスロバキア共産党による独裁政権確立に成功したクレメント・ゴットヴァルト政権下では、分離主義傾向を持つチトー主義者の根拠地と見なされて粛清の対象となり、多くの犠牲者を出した。1951年にはチェコスロバキア共産党のルドルフ・スラーンスキー第一書記やヴラジミール・クレメンティス外相らがチトー主義者などの冤罪で逮捕され、翌1952年に11人が死刑となった（スラーンスキー裁判）。
その後、1963年にスロバキア共産党第一書記となったドゥプチェクは、チェコに先駆けてスロバキアでの言論自由化などを進めるとともに、スロバキアの地域・党の地位向上を訴え、ゴットヴァルトの後を継いだアントニーン・ノヴォトニー大統領を批判。1968年にチェコスロバキア共産党第一書記に選出され、プラハの春と呼ばれる改革に着手した。
1989年の民主化後、スロバキア共産党は支部組織としての立場を改め、1990年2月に発足したチェコ側のボヘミア・モラビア共産党と共同でチェコスロバキア共産党を運営する形となった。しかし同年6月の民主化後初の総選挙後、主流派が党名を民主左翼党と変更して社会民主主義路線に転換し、チェコスロバキア共産党から離脱した。
その後、一部の共産党残留派によって1991年3月にスロヴァキア共産主義者同盟（Zväz komunistov Slovenska）
を結成（結党大会は翌1992年1月18日）、同年8月にスロバキア共産党91（Komunistická strana Slovenska–91）と合同して改めてスロバキア共産党が設立された。2002年のスロバキア議会選挙では結党以来初めて11議席を獲得（得票率6.33％）したが、2006年の選挙では得票率3.88％と低迷し全議席を失った。その後も支持率は低迷し続け、2010年の選挙では、前回選挙を大幅に下回り1％を割り込む結果となった。

## 党勢推移
| 年月日                        | 得票数  | 得票率 | 当選者 |
| ----------------------------- | ------- | ------ | ------ |
| 1992年6月5日-6日（詳細）      | 23,349  | 0.76%  | 0      |
| 1994年9月30日-10月1日（詳細） | 78,419  | 2.72%  | 0      |
| 1998年9月30日-10月1日（詳細） | 94,015  | 2.80%  | 0      |
| 2002年9月20日-21日（詳細）    | 181,872 | 6.33%  | 11     |
| 2006年6月17日（詳細）         | 89,418  | 3.88%  | 0      |
| 2010年6月12日（詳細）         | 21,104  | 0.83%  | 0      |
| 2012年3月10日（詳細）         | 18,583  | 0.72%  | 0      |

| 年月日                | 得票数 | 得票率 | 当選者 |
| --------------------- | ------ | ------ | ------ |
| 2004年6月13日（詳細） | 31,908 | 4.54%  | 0      |
| 2010年6月6日（詳細）  | 13,643 | 1.65%  | 0      |

出典：Parlamentné voľby（議会選挙）、Voľby do Európskeho parlamentu（欧州議会選挙）。スロバキア統計庁ホームページ（2013年2月11日閲覧）